# Happy Family (группа)
Happy Family — японская музыкальная группа, основанная в 1987 году. В музыкальном плане коллектив относят к таким направлениям, как прогрессивный рок и цойль. Большую часть музыкального материала пишет Кэнъити Моримото. Музыканты вдохновлялись творчеством Magma, Ruins, Univers Zero, и King Crimson.
Музыканты записали несколько дебютных кассет, однако, дебютный альбом появился только в 1995, второй — в 1997, затем последовал 15-летний перерыв.

## Дискография
- 1995: Happy Family
- 1997: Toscco
- 2014: Minimal Gods